# 100 mm/55 Model 1945
100 mm/55 Model 1945 — 100-миллиметровое корабельное универсальное орудие, разработанное и производившееся в Франции. Развитие довоенного орудия  100 mm/45 Model 1930. Состояло на вооружении ВМС Франции. 24 таких орудия в спаренных установках были размещены на линкоре «Жан Бар» типа «Ришельё» в ходе его послевоенной модернизации.

## Конструкция
Орудие Model 1945 имело  ствол-моноблок с вертикальным клиновым полуавтоматическим затвором и комплектовался пружинным досылателем. 